# Світлицький Григорій Петрович
Григо́рій Петро́вич Світли́цький (15 (27) вересня 1872, Київ — 28 липня 1948) — український живописець, перший народний художник УРСР (з 1946 року), професор; музикант, скрипаль, композитор.

## Життєпис

Могила Г. П. Світлицького

Народився 15 (27 вересня) 1872 року в Києві в сім'ї валторніста Київського оперного театру Петра Дмитровича Світлицького, родом зі Сквири, і киянки Гликерії Йосипівни Левицької.
У 1886–1893) навчався в Київській рисувальній школі Миколи Мурашка, де в нього викладали Микола Пимоненко, Харитон Платонов, Михайло Врубель; Під час навчання в рисувальній школі на прохання Врубеля разом з іншими учнями допомагав в роботі над орнаментами Володимирського собору, брав участь у реставрації живопису Успенського собору Києво-Печерської лаври.
В 1893–1901 вчився в Петербурзькій академії мистецтв (1893–1901; був учнем І. Рєпіна і М. Кузнецова); працював у майстерні А. Куїнджі, з яким у нього склалися дружні взаємини.
З 1901 по 1917 рік очолював групу по реставрації Ісаакіївського собору. Виставлявся у Товаристві акварелістів (з 1908 року) і Товаристві художників імені Киріака Костанді (з 1916 року).
У 1914-1915 роках у Києві виконував розписи Казанського вівтаря Хрестовоздвиженської («Кожум'яцької») церкви на Подолі, створив образи Святих Кирила і Мефодія, композиції «Бесіда Христа з самаритянкою», «Покров Пресвятої Богородиці».
З 1918 року у Києві, член АХЧУ, з 1929 року Українського Мистецького Об'єднання.
З 1947 року викладав у Київському художньому інституті, професор з 1947 року.
Помер у Києві 28 липня 1948 року. Похований на Лук'янівському цвинтарі (ділянка № 25, ряд 1, місце 17). Надгробок — пірамідальна стела з чорного граніту.

## Творчість

### Музична
Був музикантом, скрипалем, композитором:
- «Мелодія» (1900);
- «Місячна соната» (1914).

### Художня
У 1918–1920 роки працював переважно в техніці графіки: ілюстрував книжки, виконував портрети, плакати; згодом перейшов до актуальної тематики. Світлицькому притаманний малюнок дрібними роздільними мазками, наближений до французьких пуантилістів.
Робота у храмах, релігійний живопис займають велику частину життя художника. Перелік храмів, де працював Світлицький чималий. Відомо, що Григорій Петрович розписував стіни Хрестовоздвиженської церкви на Подолі в Києві.
Як зазначає Ігор Шаров, Григорія Світлицького називали «Поетом місячних ночей», а ще тонким ліриком, творам якого притаманні мелодійне звучання, особлива музична виразність. Одна з найвишуканіших та найпоетичніших картин художника — «Хата в місячну ніч». Сутінки ще тільки опускаються на село, день ще не згас і цей швидкоплинний перехід від дня до ночі талановито показано на картині. Серед високих тополь проста українська мазанка, чи то від променів сонця, чи то місяця стала яскраво білою, святковою, наповненою невідомим світлом наче ліхтарик.
Автор картин:
- «Мелодія» (1900);
- «До міста» (1907);
- «Музиканти», (1912)
- «Ноктюрн» (1914);
- «Дорога до станції»;
- «Поїзд на станції» (1916);
- «Дачники»
- «Аграрне питання» (1919);
- «Місячна соната»
- «Місячна ніч в Україні»;
- «Зійшов місяць»;
- «Листя шелестить»;

«Дорога до станції»

- «Перехід богунців через Дніпро» (1928);
- «Колгосп у цвіту» (1935);
- «В. І. Ленін слухає „Апасіонату“ Бетховена» (1938–1947);
- «П. І. Чайковський на Україні» (1939);

Твори Світлицького зберігаються у музеях Києва, Харкова, Одеси, Сум і Львова.

## Пам'ять
В 1958 році у Києві по вул. Дегтярній, 30, де жив і працював художник, було відкрито дім-музей художника, у дворі якого в 1972 році встановлено пам'ятник — бронзове погруддя на гранітному постаменті; скульптор М. К. Вронський, архітектор В. Г. Гнєздилов. На фасаді будинку 28 липня 1958 року було встановлено мармурову меморіальну дошку, замінену в 1985 році на бронзовий барельєф; скульптор І. І. Скодиренко, архітектор І. Н. Дубасов.
Під приводом реконструкції в 1992 музей закрито. У 2012 невідомими було вкрадено всі експонати, знищено погруддя Г. П. Світлицького, що стояло на подвір'ї, та меморіальну дошку на фасаді будинку. Станом на 2015 рік будівля музею перебуває в напівзруйнованому стані, сюди майже впритул наблизилася забудова ЖК «Воздвиженка».
1961 року у Києві на його честь названо вулицю.